# Christian Koch (cyclisme)
Pour les articles homonymes, voir Christian Koch et Koch.
Christian Koch (né le 29 octobre 1996 à Cottbus) est un coureur cycliste allemand, devenu ensuite directeur sportif. 

## Palmarès sur route

### Par année
- 2013
  - 1re étape du Tour de Basse-Saxe juniors
- 2014
  - 2e du championnat d'Allemagne de la montagne juniors[1]
- 2015
  - Rund um die Landskrone
- 2016
  -  Champion d'Allemagne de la montagne espoirs[2]
  - 3e du championnat d'Allemagne du contre-la-montre par équipes
- 2017
  - Wyścig Szlakiem Bursztynowym :
    - Classement général
    - 1re étape

  - 2e du Tour de Sebnitz
  - 3e du championnat d'Allemagne sur route espoirs
  - 3e du championnat d'Allemagne du contre-la-montre par équipes
  - 3e du championnat d'Allemagne de la montagne espoirs
- 2019
  - 5e étape du Bałtyk-Karkonosze Tour
- 2020
  - 2e de l'International Tour of Rhodes
- 2021
  - 1re et 2e étapes du Tour international de Rhodes
  - 2e du Tour international de Rhodes
- 2022
  - 3e du Grand Prix International de Rhodes

### Classements mondiaux
| Année           | 2017   | 2018   |
| --------------- | ------ | ------ |
| UCI Europe Tour | 1 608e | 1 873e |

## Palmarès sur piste

### Championnats nationaux
- 2013
  -  Champion d'Allemagne de poursuite par équipes cadets (avec Robert Kessler, Leon Rohde et Tristan Wedler)
  -  Champion d'Allemagne de la course aux points cadets
- 2018
  -  Champion d'Allemagne de l'américaine (avec Richard Banusch)